# Holoviak-Gletscher
Der Holoviak-Gletscher ist ein Gletscher auf der westantarktischen Alexander-I.-Insel. Auf der Beethoven-Halbinsel fließt er in westlicher Richtung zum Mendelssohn Inlet.
Der United States Geological Survey kartierte ihn anhand von Luftaufnahmen der United States Navy aus den Jahren von 1967 bis 1968 sowie mittels Landsat-Aufnahmen aus den Jahren 1972 und 1973. Das Advisory Committee on Antarctic Names benannte den Gletscher nach Judy C. Holoviak, technische Redakteurin der von 1964 bis 1977 von der American Geophysical Union veröffentlichten Antarctic Research Series.